# Tiago Martins
Tiago André Silva Martins (sinh ngày 25 tháng 6 năm 1987) là một cầu thủ bóng đá người Bồ Đào Nha thi đấu cho Montalegre.

## Sự nghiệp câu lạc bộ
Anh ra mắt chuyên nghiệp tại Giải bóng đá hạng nhất quốc gia Bồ Đào Nha cho Sporting Covilhã vào ngày 11 tháng 8 năm 2013 trong trận đấu trước Marítimo B.